# Rovell d'ou (planta)

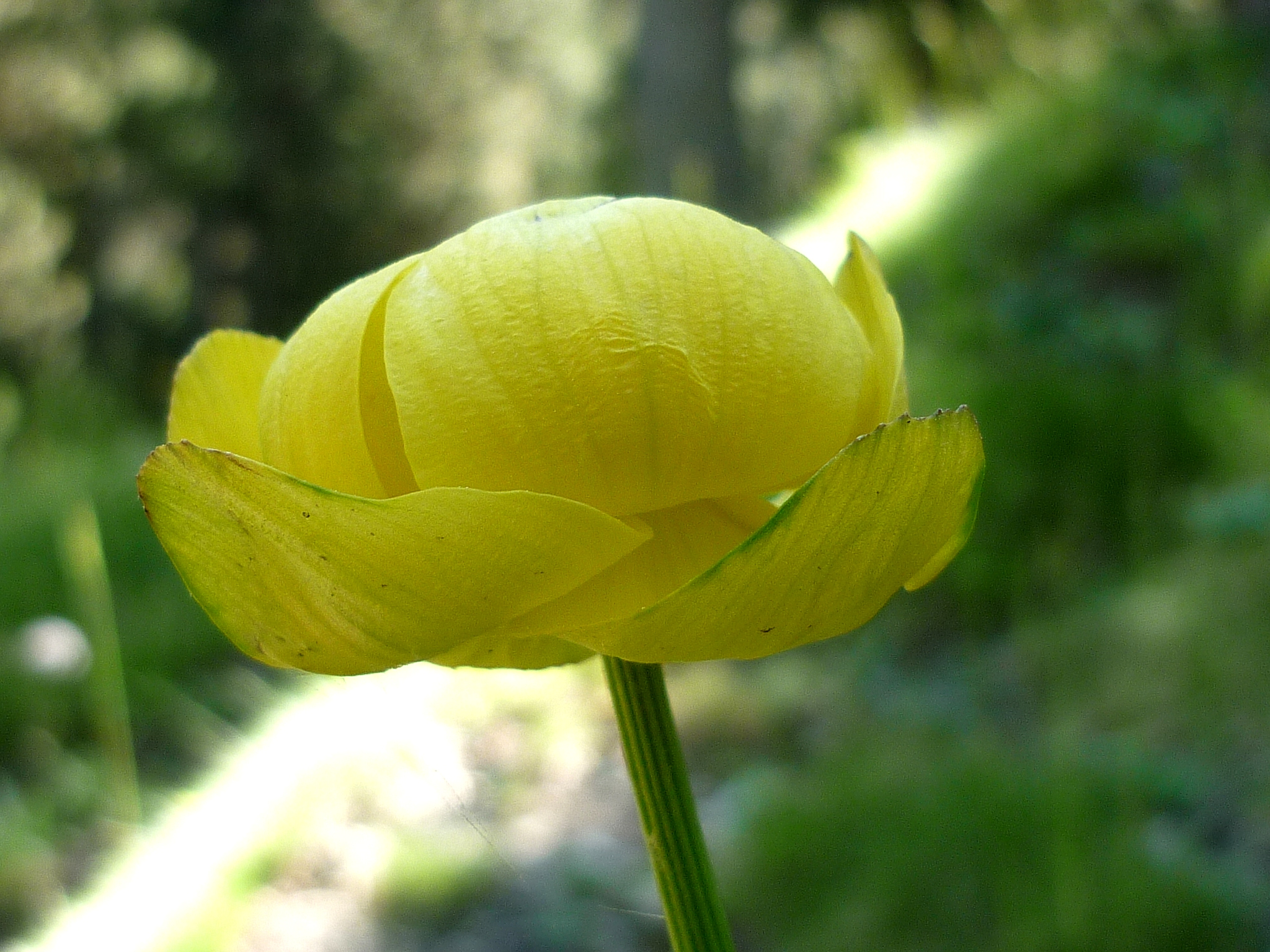
Rovell d'ou (Trollius europaeus). Al Cadinell, Josa i Tuixén

El rovell d'ou, Trollius europaeus, és una espècie de planta perenne dins la família ranunculàcia. És una planta nativa d'Europa, incloent els Països Catalans (només als Pirineus), i Àsia occidental.

## Descripció
Trollius europaeus és una herbàcia glabra de rizoma curt que creix fins a 60 cm d'alt amb flors grogues brillants de forma globular de fins a 3 cm de diàmetre. Els sèpals acolorits amaguen de 5 a 15 autèntics pètals incospicus i molts estams. Cada flor produeix un gran nombre de fol·licles. Les seves fulles estan profundament dividides amb de 3 a 5 lòbuls dentats.
Creix en terres pantanoses de zones ombrívoles, prats dalladors i formacions megafòrbiques i floreix de maig a juliol. És lleugerament tòxica i és purgant i rubefaent quan s'usa fresca. Als Pirineus creix entre els 1000 i els 2300m d'altitud